# Matevž Dular
Matevž Dular, slovenski inženir strojništva, * 9. marec 1979, Ljubljana
Področje njegovega znanstvenega delovanja je inženirska dinamika tekočin, predvsem pa kavitacija. Zelo aktiven je tudi pri popularizaciji zanosti, kjer redno predava ter objavlja poljudno-znanstvene prispevke.
Deluje kot znanstveni svetnik in (od 2017 redni) profesor na Fakulteti za strojništvo, Univerze v Ljubljani.  
Dve leti je bil zaposlen v industriji. Med letoma 2007 in 2011 je predaval na SRH Hochschulle Heidelberg (Nemčija). Več let je bil zunanji sodelavec ENSAM ParisTech Lille, od leta 2020 pa deluje tudi na Otto von Guerricke Universitaet Magdeburg. 
Več let je vodil dva projekta za Evropsko Vesoljsko Agencijo ESA, kjer je raziskoval termodinamične učinke kavitacije ter prispeval k optimizaciji metod napovedi tokovnih razmer v turbočrpalkah raketnih motorjev.  
Leta 2017 je, šele kot peti slovenski raziskovalec, uspel na razpisu Evropskega raziskovalnega sveta (ERC), ter pridobil 5 letni projekt, ki raziskuje možnost uporabe kavitacije uničevanje virusov in bakterij, ki so prisotni v vodah. Kasneje (2022) je pridobil še ERC PoC (Proof of Concept) projekt, v okviru katerega bodo razvili in komercializirali napravo za obdelavo aktivnega blata iz komunalnih čistilnih naprav. 

### Študij
Doktoriral je v Ljubljani, del študija pa je opravil na Technische Universität Darmstadt. Njegovo doktorsko delo obravnava problematiko napovedovanja kavitacijske erozije. 

## Nagrade in priznanja
- Zoisovo priznanje (2019)
- Friedrich Wilhelm Bessel Research Award (2019), ki ga podeljuje Alexander von Humboldt Fundation